# ليبرا باي
ليبرا باي (بالإنجليزية: Liberapay)‏ هي «منظمة غير ربحية تأسست في عام 2015 في فرنسا»  توفر منصة للتبرع بالمال للفرق والمنظمات والأفراد. لا تفرض الخدمة رسماً على التبرعات عدا عن تلك المطلوبة من قبل معالجات الدفع الخاصة بها، بدلاً من ذلك تمول نشاطها الخاص من خلال التبرعات التي تتعامل معها الخدمة بنفس الطريقة التي يتم بها التعامل مع التبرعات المقدمة لأطراف ثالثة.
بدأت ليبرا باي باعتبارهها الشقيقة الأوروبية من المنصة الأصلية في الولايات المتحدة Gratipay.com، والتي قد تعرضت لتغييرات بعد مواجهة المسائل القانونية. في البداية كانت عملة ليبرا باي الوحيدة هي اليورو ، ولكن تمت إضافة دعم الدولار الأمريكي بعد أن أعلن Gratipay أنه سيُغلق.
تشمل المشاريع البارزة في ليبرا باي، Archive.is ،  Mastodon ،  Pepper &amp; Carrot ،  Matrix ،  Battle for Wesnoth  وغيرها.
تشارك ليبرا باي أوجه التشابه مع منصة باتريون الربحية ، لكنها لا تسمح للمبدعين بمكافأة رعاتهم مثل باتريون. هذا الاختلاف في طبيعة المعاملات له آثار ضريبية، على سبيل المثال يجمع باتريون ضريبة القيمة المضافة على جميع المدفوعات التي تتم من داخل الاتحاد الأوروبي  حين أن ليبرا باي لا تفعل ذلك.

## روابط خارجية
- ليبرا باي على موقع Open Hub (الإنجليزية)
- الموقع الرسمي
- مستودع النص البرمجي لليبرا باي على غيت هب